# Ovčácký vrch
Ovčácký vrch (tyska: Schäferberg) är en kulle i Tjeckien.   Den ligger i distriktet Okres Liberec och regionen Liberec, i den norra delen av landet, 80 km norr om huvudstaden Prag. Toppen på Schäferberg är 620 meter över havet.